# 집중인터뷰
집중인터뷰는 KBS 1라디오에서 2005년 5월 2일부터 2010년 12월 31일까지 5년간 방송했던 라디오 인터뷰 프로그램이다.

## 역대 방송시간
| 방송 채널   | 방송 기간                          | 방송 시간                                                                                   |
| ----------- | ---------------------------------- | ------------------------------------------------------------------------------------------- |
| KBS 1라디오 | 2005년 5월 2일 ~ 2007년 4월 13일   | 평일 오후 2:30 ~ 오후 2:58                                                                  |
| KBS 1라디오 | 2007년 4월 16일 ~ 2009년 4월 26일  | 평일 오후 2:30 ~ 오후 2:58 (생방송), 매주 일요일 오후 5:30 ~ 오후 5:58 (일요일 한정 재방송) |
| KBS 1라디오 | 2009년 4월 27일 ~ 2010년 12월 31일 | 평일 오후 2:30 ~ 오후 2:58 (생방송), 매주 토요일 오후 5:05 ~ 오후 5:30 (토요일 한정 재방송) |

## 역대 진행자
- 2005년 5월 2일 ~ 2008년 11월 14일 : 박인규
- 2008년 11월 17일 ~ 2010년 4월 16일 : 유애리 前 아나운서
- 2010년 4월 19일 ~ 12월 31일 : 故 박태남 前 아나운서

## 지역 방송국 프로그램
다음 지역 방송국 프로그램은 생방송 시간대인 평일 오후 2시 30분에 방송된다.
| 프로그램  | 지역       | 방송국  | 진행자 |
| --------- | ---------- | ------- | ------ |
| 컬처 강원 | 강원도     | KBS춘천 | 윤석황 |
| 팡팡뉴스  | 대전광역시 | KBS대전 | 김점석 |